# Lilangeni dell'eSwatini
Il lilangeni (plur. emalangeni) è la valuta ufficiale dello eSwatini. È diviso in cento centesimi ed è legato al rand sudafricano, ugualmente accettato nel paese, da una relazione di parità. Ha abbreviazioni diverse per singolare e plurale, rispettivamente L ed E. Il suo codice ISO 4217 è SZL.

## Storia
È stato introdotto nel 1974 nell'ambito dell'Area monetaria comune alla pari con il rand sudafricano, al quale rimane agganciato a un tasso di cambio di 1:1.

## Monete
Nel 1974 furono introdotte monete da 1, 2, 5, 10, 20 e 50 cent e da 1 lilangeni. Quelle da 1 e 2 cent erano coniate in bronzo, mentre le altre erano coniate in cupro-nichel. Ad eccezione di quella da 1 lilangeni, le monete non erano circolari: quelle da 1 e 50 cent erano dodecagonali, quella da 2 cent quadrata con angoli arrotondati e quelle da 5, 10 e 20 cent smerlate.
La moneta da 2 cent è stata coniata fino al 1982. Nel 1986 sono state introdotte monete circolari di acciaio placcato rame da 1 cent e di nichel-ottone da 1 lilangeni. A queste seguirono, nel 1992, monete di acciaio placcato nichel da 5 e 10 cent e di acciaio placcato nichel-ottone da 1 lilangeni. Nel 1995 sono state introdotte monete da 2 e 5 emalangeni.
Si segnala che la moneta di nichel-ottone da 1 lilangeni ha dimensioni e composizione esattamente uguali a quelle della moneta da una sterlina britannica introdotta tre anni prima. Poiché il valore di 1 lilangeni è pari a circa 7p, tali monete vengono talvolta utilizzate fraudolentemente nei distributori automatici britannici.

## Banconote
Nel 1974 l'Autorità monetaria dello Swaziland introdusse banconote in tagli da 1 lilangeni, 2, 5 e 10 emalangeni, cui seguirono le banconote da 20 emalangeni nel 1978. Nel 1981 la Banca Centrale dello Swaziland assunse il controllo sulla produzione di carta moneta, emettendo dapprima banconote commemorative per i 60 anni di regno di Re Sobhuza II. Tra il 1982 e il 1985 introdusse banconote ordinarie da 2, 5, 10 e 20 emalangeni. Le banconote da 50 emalangeni furono introdotte nel 1990. Le banconote da 2 5 emalangeni furono sostituite da monete nel 1995, mentre le banconote da 100 e 200 emalangeni furono introdotte rispettivamente nel 1996 e nel 1998, con banconote commemorative da 200 emalangeni per il 30º anniversario dell'indipendenza.